# Héctor Rojas (futbolista)
Héctor Rojas (15 de setiembre de 1979) es un exfutbolista peruano. Jugaba de delantero o de volante por la izquierda.

## Clubes
| Club                       | País | Año       |
| -------------------------- | ---- | --------- |
| Aurora Chancayllo          | Perú |           |
| Estudiantes de Medicina    | Perú | 2000      |
| Melgar                     | Perú | 2001      |
| Atlético Universidad       | Perú | 2001-2005 |
| Total Clean                | Perú | 2006      |
| Universidad César Vallejo  | Perú | 2007      |
| Cobresol FBC               | Perú | 2008-2011 |
| Alfonso Ugarte (Puno)      | Perú | 2012      |
| Universidad Señor de Sipán | Perú | 2013      |
| Carlos A. Mannucci         | Perú | 2014      |

## Palmarés

### Campeonatos nacionales
| Título           | Club                      | País | Año  |
| ---------------- | ------------------------- | ---- | ---- |
| Copa Perú        | Estudiantes de Medicina   | Perú | 2000 |
| Copa Perú        | Atlético Universidad      | Perú | 2002 |
| Copa Perú        | FBC Total Clean           | Perú | 2006 |
| Segunda División | Universidad Cesar Vallejo | Perú | 2007 |
| Segunda División | Cobresol                  | Perú | 2010 |